# انقلاب خاموش (فیلم)
انقلاب خاموش (به انگلیسی: The Silent Revolution) فیلمی به کارگردانی لارس کراومه محصول سال ۲۰۱۸ است.

## داستان
برلین شرقی، سال ۱۹۵۶. در جریان بازدید از یک سینما در برلین غربی، دو دانش‌آموز دبیرستانی به نام‌های تئو و کورت، تصاویری پُرشور و دراماتیک از قیام مردم مجارستان در بوداپست را در فیلمی خبری مشاهده می‌کنند. آن‌ها در بازگشت به مدرسه‌شان در آلمان شرقی، اخبار غم‌انگیزی را که تا آن روز ناگفته باقی مانده بود، با هم‌کلاسی‌های خود مطرح می‌کنند. تأثر ناشی از شنیدن این سخنان، باعث می‌شود دانش‌آموزان به‌طور خود به خود، دو دقیقه از زمان کلاس را به نشانه هم‌دردی با قربانیانِ جوان مجارستانی، سکوت کنند. اما این شرایط به نحوی غیرقابل انتظار به شکل‌گیری موج‌های بزرگی می‌انجامد؛ دانش‌آموزان به ابزاری در راه دسیسه‌ها و سیاست‌های دولت نوظهور آلمان شرقی تبدیل می‌شوند. وزیر آموزش و پرورش با محکوم کردن این تحرکات به‌عنوان اقداماتی ضدانقلاب، خواستار تحویل نام سردسته و رهبر معترضان در عرض یک هفته می‌شود. اما دانش‌آموزان در کنار هم و متحد با یکدیگر باقی می‌مانند و بنابراین باید تصمیم‌هایی بگیرند که شاید زندگی‌شان را برای همیشه دستخوش تغییر کند…

## جشنواره جهانی فیلم فجر
این فیلم در بخش سینمای سعادت (مسابقه بین‌الملل) سی و ششمین جشنواره جهانی فیلم فجر حضور داشت. این جشنواره از ۳۰ فروردین تا ۶ اردیبهشت ۱۳۹۷ در شهر تهران برگزار شد.